# F-Zero: GP Legend
F-Zero GP Legend (F-ZERO ファルコン伝説?, F-Zero Farukon densetsu) è il prequel spin-off di F-Zero Climax, dal quale è stata anche tratta una serie animata dalla durata di 51 episodi sotto la cura di Ayumi Tomobuki e Akiyoshi Sakai. Il videogioco è ambientato nell'anno 2201 e segue la storia di Rick Wheeler, ragazzo finito in coma e risvegliatosi in un futuro in cui macchine volanti vengono utilizzate per una competizione conosciuta come F-Zero. Il protagonista farà poi la conoscenza di Douglas "Captain" J. Falcon, noto cacciatore di taglie e pilota professionista. Nel videogioco sono disponibili 30 piloti tra cui tratti dall'anime: Rick Wheeler, Lisa Brillaint, Lucy Liberty e Luna Ryder. Il videogioco distribuito dalla Suzak è il prequel di F-Zero Climax.